# Tour de la Liberté (Paris)
Pour les articles homonymes, voir Tour de la Liberté.
Le tour de la Liberté est une ancienne tour de la forteresse de la Bastille, à Paris, démolie à la fin du XVIIIe siècle.

## Caractéristiques

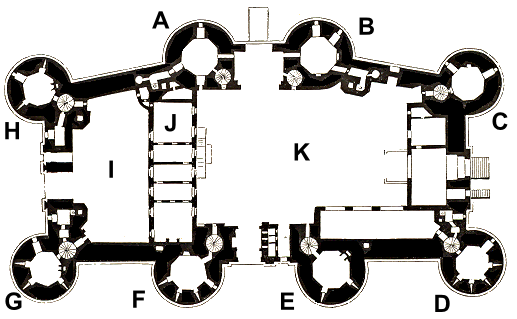
Plan de la Bastille (le nord étant orienté vers la gauche du dessin). La tour de la Liberté est indiquée par F.

La tour de la Liberté est l'une des tours de la Bastille, construite de 1370 à 1382 par Hugues Aubriot pour le compte du roi Charles V. Elle se situe sur le côté occidental de la forteresse, entre la tour du Puits au nord (qui forme le coin nord-ouest de l'édifice) et la tour de la Bertaudière au sud. Comme les autres tours, elle est de forme cylindrique, de 24 m de haut, à base conique d'environ 10 m de diamètre ; elle comporte cinq étages. Sur le plan de Paris actuel, elle occupe un emplacement légèrement à l'ouest de la place de la Bastille, juste avant l'intersection de la rue Saint-Antoine avec la rue Jacques-Cœur. Le rez-de-chaussée de la tour de la Liberté pourrait avoir servi de salle de torture.
L'origine du nom n'est pas connu avec certitude. Selon une étymologie, il s'agit d'une appellation sarcastique donnée par les Parisiens en 1380 après une révolte ; selon une autre, les prisonniers qu'elle héberge disposent d'un peu plus de liberté que les autres,.
Le 2e étage de la tour est occupé par le marquis de Sade pendant 5 années. Sade a été transféré à l'asile de Charenton dix jours avant la prise de la Bastille le 14 juillet 1789. La Bastille, ainsi que la tour de la Liberté, sont entièrement démantelées entre 1789 et 1791.

## Traces

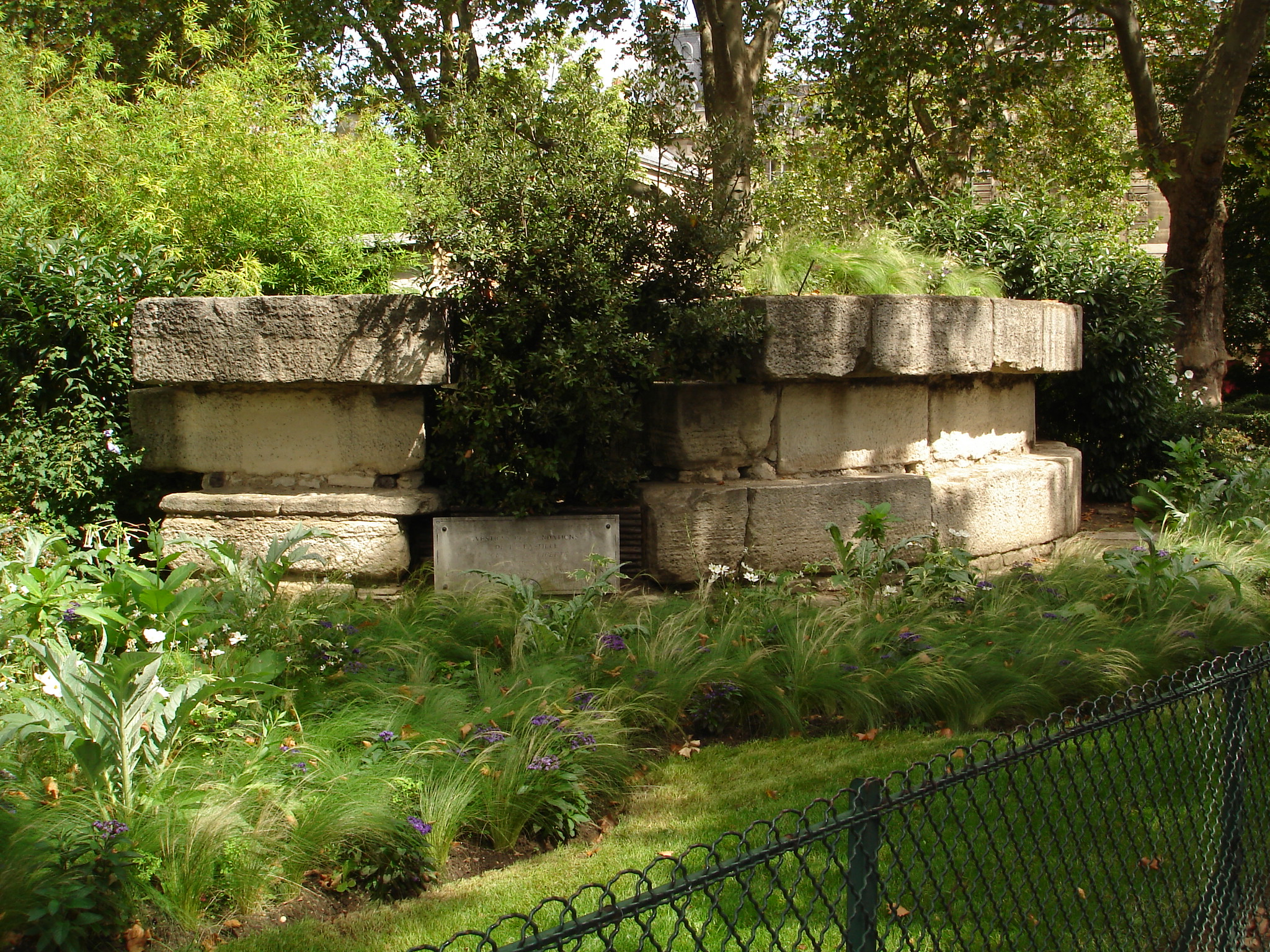
Vestiges des fondations de la tour dans le square Henri-Galli.

Malgré sa destruction quasi totale, des traces de la tour de la Liberté subsistent à trois emplacements à Paris. En 1899, lors du percement de la ligne 1 du métro, les vestiges des fondations de la tour sont mis au jour sous la rue Saint-Antoine. Ils sont démontés, puis reconstitués à l'extérieur pierre par pierre. Ils reposent à un angle du square Henri-Galli,, un espace vert situé à 500 m à l'ouest de la place de la Bastille, à l'intersection du boulevard Henri-IV et du quai des Célestins (48° 51′ 04″ N, 2° 21′ 42″ E). Ils consistent en trois rangées circulaires de pierre, l'une sur l'autre, placées au milieu de la végétation du square ; le centre des vestiges est occupé par une guérite de jardinier. Au sol, une plaque indique la provenance du monument.
L'emplacement de la tour est directement indiqué par une plaque dans le tunnel du métro, dans la courbe qui sépare les stations Bastille et Saint-Paul. La plaque, qui indique simplement « Emplacement de la Bastille — Tour de la Liberté », est posée sur le mur, dans le sens Saint-Paul - Bastille. Elle est entourée d'un liseré de peinture rouge, lui-même encadré par une bande plus épaisse de peinture blanche. La plaque étant éclairée, il est possible de l'apercevoir fugitivement à travers les vitres des voitures de la ligne 1 du métro. Par ailleurs, une œuvre de l'artiste Invader, une mosaïque représentant un envahisseur extra-terrestre au corps orange et aux yeux noirs sur fond bleu, est apposée directement à droite de la plaque ; elle est référencée par la cote PA_274.
Sur la place de la Bastille, le contour de l'ancienne forteresse est matérialisé par un tracé spécial au sol, constitué de trois rangées de pavés. L'emplacement de la tour de la Liberté y est visible, à cheval sur le trottoir et la chaussée, au niveau du numéro 1 rue Saint-Antoine.